# 乙女奇蹟
乙女奇蹟（日語：乙女ライラックル，羅馬拼音：Otome Lilacle），是香港首隊日式女子偶像組合，也是一隊全部由香港出生的女孩組成的日本偶像團體組合。由日本最大的女子偶像舞台劇製作公司「アリスインプロジェクト」（Alice in project）所籌劃的「香港官方女子偶像組合計劃」。整個史無前例的計劃於2014年中開始籌劃，2014年9月開始執行，經過了為期2個月的選拔面試，包括一連串香港及日本方面嚴格的歌舞審查及面試，最終選出了7名少女作為成員於2015年出道。現亦認定為香港首隊以全日本式的技術及營運上統籌的流行組合。乙女奇蹟以「港日親善偶像」為理念，以貫通香港日本偶像文化為目標而努力。於2017年6月21日停止所有活動，同日宣布解散。

## 團名由來
「乙女ライラックル（Otome Lilacle）」 由「オトメ」「ライラック」「ミラクル」（Otome Lilac miracle）所結合。乙女是少女的意思，ライラック（Lilac），即紫丁香 花，其花語為青春的回憶，友情, 自豪, 初戀及純潔。少女們懷著這樣的心情，由香港創造出飛向日本，亞洲，甚至全世界的奇跡（ミラクル）。

### 已離開成員
| 英文名  | 日文名 | 生日     | 備註                                    |
| ------- | ------ | -------- | --------------------------------------- |
| Rika    | りか   | 8月15日  | 隊長                                    |
| Kasa    | かさ   | 3月3日   |                                         |
| Kirara  | きらら | 1月26日  |                                         |
| Kanechi | かねち | 8月9日   |                                         |
| Ai      | あい   | 2月21日  |                                         |
| Yuri    | ゆり   | 12月30日 |                                         |
| Shiro   | しろ   | 11月5日  |                                         |
| Akiko   | あきこ | 9月5日   | 2016年7月17日離隊                       |
| Mitsuki | みつき | 12月13日 | 首位在日本演出的成員，2017年1月22日離隊 |
| Rinka   | りんか | 10月12日 | 2017年1月22日離隊                       |

## 簡歷

### 2014年
- 11月29日、30日：「香港官方女子偶像組合計劃」的最終回選拔面試[3]

### 2015年
- 2月3日：正式成員首次接受網台「MyRadio-瀛能無雙」直播訪問[4]
- 2月7日、8日：於「C3日本動玩博覽2014」進行首次宣傳活動
- 2月28日：「animate Presents ～Afilia Saga One Man Live Forest of Brillia in Hong Kong」表演嘉賓[5]
- 3月15日：於「香港偶像祭 Hong Kong Idol Festival」出演及正式出道[6][7][8]
- 5月25日：出演「日經學園祭 新生慈善會話日2015」[9]
- 6月8日：全員接受電台「動漫廢物」直播專訪
- 7月25日：出演「動漫節Creative Paradise 02 第二屆創天綜合同人祭」
- 8月27日：首次MV『君とミラクル』發佈會
- 9月1日：全員接受網台「MyRadio-瀛能無雙」第二次直播訪問
- 9月6日：舉辦首個演唱會「乙女LILACLe 1st One Man Live」及發行首張單曲『君とミラクル』[10]
- 11月1日：舉行「乙女ライラックルｘ魔法學園 Halloween Mini Live」
- 11月7日：出演「J-POP MUSIC FESTIVAL 2015」，並對外發表Mitsuki與日本師姐組合Alice in Alice成員花梨一起組成踊ってみた組合「MiTsuKaRiN」的消息，及發行第二張單曲『夏空へとどけ』[11][12]
- 11月8日：「MiTsuKaRiN 」Mitsuki與師姐花梨首次舉辦攝影會[13]
- 11月14日：Rinka與Mitsuki進行首次Twitcasting直播
- 11月28日：Mitsuki進行「乙女ライラックルOfficial x Nya Maid in Matsuri Garden」的一日店長活動
- 11月21日：Rika、Kasa、Kirara進行第二回Twitcasting直播
- 12月4日：舉行「乙女ライラックル九龍灣MegaBox聖誕月Event」[14]
- 12月13日：Rika、Kasa、Akiko、Kanechi進行第三回Twitcasting直播
- 12月14日：正式成員參加日本偶像應援app 「DMM.yell」
- 12月20日：Rika、Kasa、Mitsuki、Kirara於「Rainbow Gala 2015」進行宣傳活動
- 12月24日：全員進行Twitcasting聖誕直播
- 12月27日：Rinka進行「乙女ライラックルOfficial x Nya Maid in Matsuri Garden」的一日店長活動
- 12月28日：舉行「乙女ライラックルｘ魔法學園 聖誕特別活動☆Joysound大會」
- 12月31日：舉行首行街頭快閃及進行Countdown活動

### 2016年
- 1月15日：全員接受網台「MyRadio-瀛能無雙」第三次直播訪問
- 1月24日：舉辦第二回演唱會「乙女ライラックル2nd Live ~Miracle Party~」、首次Fan meeting活動及Kirara的生誕祭，及對外發表三月起將舉辦FANS CLUB[15]
- 1月31日：出演「亞洲歌唱大賽 ASIA Karaoke Nodojiman(香港賽區)」及擔任評審[16]
- 2月13日：舉行「乙女ライラックルｘ魔法學園　情人節特別企劃」
- 2月19日：於「C3日本動玩博覽2016」進行宣傳活動[17]
- 2月29日：Mitsuki參戰「DMM.yell」的「☆秋葉原站廣告出演活動☆」
- 3月2日：於「NHK World TV」播出「亞洲歌唱大賽 ASIA Karaoke Nodojiman(香港賽區)」當日出演片段，亦是首次於電視上出鏡
- 3月4日：全員接受網台「MyRadio-瀛能無雙」第四次直播訪問，並首次加入現場觀眾
- 3月6日：出演「Stella Stage」，其中更與元Juice=Juice成員大塚愛菜合作演出[18]
- 3月7日：Rinka與元Juice=Juice成員大塚愛菜合作舉辦攝影會
- 3月21日：Mitsuki出演在日本舉辦的「アイドル甲子園FESTIVAL2016」,成為首個香港Idol於日本舞台演出[19]
- 3月11日至3月13日：Rika、Mitsuki和Rinka首次出演舞台劇「戰國降臨GIRL・INTERNATIONAL」[20]
- 3月26日：舉行Fans Club第一彈活動「Fan Meeting 2~戰國降臨BBQ」
- 6月26日：Akiko於「夏空へとどけ」PV發佈會宣佈畢業
- 6月28日：Mitsuki進行「乙女ライラックルOfficial x Nya Maid in Matsuri Garden」的一日店長活動
- 7月17日：舉行第三回演唱會及Akiko畢業會
- 7月24日及8月5日：為荔園Super Summer 2016擔任表演嘉賓
- 8月7日：於魔法學園舉行浴衣祭及Kanechi生誕祭
- 8月12日：Rika進行「乙女ライラックルOfficial x Nya Maid in Matsuri Garden」的一日店長活動
- 8月21日：舉行《你和奇蹟》CD發佈記念Live及Rika生誕祭
- 10月15日：Mitsuki以嘉賓出席 ないるCosplay Fans Tour
- 10月16日：為緣日秋祭擔任表演嘉賓
- 10月31日：舉行第四回演唱會及Rinka生誕祭
- 11月26日：於Stella Stage2舉行新曲發佈及Rinka、Mitsuki宣佈畢業
- 12月18日：於Maid100%舉行Mitsuki生誕祭
- 12月26日：於Maid100%舉行乙女ライラックル Boxing Day Party

### 2017年
- 1月22日：舉行第五回演唱會及Rinka、Mitsuki畢業會
- 2月13日：於Maid100%舉行情人節活動
- 3月12日：舉行第六回演唱會及Kasa生誕祭
- 4月23日：舉行第七回演唱會
- 5月21日：舉行第八回演唱會
- 5月27日：Bangkok Idol Space 2017（泰國）
- 6月21日：正式宣佈解散，不會有任何解散live或後續活動

## 音樂作品

### 單曲
- 2015年9月6日：君とミラクル[21]
- 2015年11月7日：夏空へとどけ
- 2016年8月21日：你和奇蹟(君とミラクル中文版)

### DVD
- 2017年1月22日：二度目の奇跡

## 書籍
- 乙女ライラックルOffcial FanBook（2012年11月7日）

### 雜誌・網站・新聞
- Ani-Wave
  - 2015年2月5日：乙女奇蹟（封面）
- Go!Japan
  - 2015年2月5日：Rinka(二月號模特兒專欄)
  - 2015年3月7日：Akiko、Mitsuki(三月號模特兒專欄)
  - 2015年5月6日：Rika、Kasa、Akiko(五月號模特兒專欄)
  - 2015年6月7日：Kasa(六月號、封面)
  - 2015年7月10日：Rinka(七月號模特兒專欄)
- 東方日報
  - 2015年3月20日：乙女奇蹟(娛樂版)
- 香港娛網STARS HK
  - 2015年3月26日：乙女奇蹟(Hong Kong Idol Festival)[22]
- 日本網站「おたぽる」
  - 2015年4月4日：乙女奇蹟(標題:オタク要素もてんこ盛り！　香港初のジャパニーズスタイル・アイドル「乙女ライラックル」を直撃!!)[23]
- Face Magazine
  - 2015年7月1日：乙女奇蹟(地縛貓報導)
  - 2015年12月30日：Rika(演藝生追日本偶像夢)
  - 2016年3月2日：Rika、Mitsuki、Rinka(戰國降臨Girl-International)
- 蘋果日報
  - 2015年6月1日：乙女奇蹟(乙女LiLACLe攻陷高登)[24]
  - 2015年7月3日：乙女奇蹟(日系妹子 鬥出手狂貓兜上嗱飯食)[25]
  - 2015年8月8日：乙女奇蹟(準備攻日 定下月香港開騷)[26]
  - 2015年9月8日：乙女奇蹟(赴日受訓 做東洋偶像)[27]
  - 2015年12月9日：乙女奇蹟(九龍灣提早迎聖誕)[14]
  - 2016年1月4日：Rika(演藝生追日本偶像夢)[28]
  - 2016年2月16日：Mitsuki(出戰Idol甲子園登日本舞台)[29]
  - 2016年3月8日：乙女奇蹟(一嚐心願進駐秋葉原)[30]
- 日本網站「東スポWeb」
  - 2016年3月21日：Mitsuki(標題:日本・香港合同アイドルユニット「みつかりん」が日本初ライブ)[31]

## 其他演出

### 舞台劇
- 戰國降臨GIRL・INTERNATIONAL(2016年3月11日至13日，Rika、Mitsuki和Rinka)[32]

### 電台・網台
- 網台「MyRadio」
  - 2015年2月3日：乙女奇蹟正式成員(瀛能無雙)
  - 2015年9月1日：乙女奇蹟全員(瀛能無雙)
  - 2016年1月15日：乙女奇蹟全員(瀛能無雙)
  - 2016年3月4日：乙女奇蹟全員(瀛能無雙，首次加入現場觀眾)
- 電台「動漫廢物」
  - 2015年6月4日：乙女奇蹟全員(第479集專訪)

## 相關項目
- 女子偶像組合
- 日本偶像
- Alice in Project（日语：アリスインプロジェクト）

## 外部連結
- 乙女ライラックル官方網站
- 乙女ライラックル官方Facebook專頁（页面存档备份，存于）
- 乙女ライラックル官方Twitter專頁（页面存档备份，存于）
- 乙女ライラックル官方Youtube Chanel（页面存档备份，存于）
- MiTsuKaRiN官方網站